# Cantone di Pastaza
Il cantone di Pastaza è un cantone dell'Ecuador che si trova nella provincia del Pastaza.
Il capoluogo del cantone è Puyo.